# 百利新邨食店氣體爆炸事故
2018年澳門黑沙環百利新邨食店氣體爆炸事故是於2018年7月3日晚上近10時發生，於澳門半島黑沙環百利新邨一間食肆的石油氣爆炸事故，事件造成1人死亡，6人受傷，其中3人受重傷。事件經調查涉及石油氣處理不當引起的人為失誤，導致發生事故，涉事食肆的女東主在事件中受傷，在出院後被司警拘捕，以「造成火警、爆炸及其他特別危險行為罪」的加重情節將其移送至檢察院。

## 事發經過
2018年7月3日晚上9時47分，消防局接報黑沙環馬場大馬路百利新邨第二座一間名為“好順閩南美食”的食店發生爆炸，爆炸威力強大，大量碎片飛射街外，門外多輛汽車玻璃被震碎，門外多輛停泊的電單車及三輛汽車受到爆炸波及，車窗及擋風玻璃碎裂。而店內枱凳雜物隨即東歪西倒；店舖接壤大廈大堂的一幅約三米乘五米的牆被炸倒塌。消防接報後，即時派出大批消防員和多輛救護車到場救援，當時初步了解是食店廚房的石油氣發生爆炸。由於現場有多名傷者，消防局根據應急機制要求衛生局派員到場協助救援。有目擊者指，當時以為是有高空擲物，發出巨響，連五樓都感受到震盪。另有居民指，當時感受到大廈亦震盪，感到相當驚慌，而且探頭外望時，竟發現有傷者敞在路邊，直言不敢去看。
亦有居住該大廈的住客目擊事發經過，事發前數分鐘當時正於大廈對面泊好電單車，突然聽見傳來爆炸聲巨響，一轉眼已目睹大廈門外一片狼藉，玻璃碎片橫飛散落一地，有人從食店內逃出，但已頭破血流，場面混亂。同時目擊消防員在食店內取出4罐未爆石油氣，但到底店內造成爆炸的會是多少罐就不得而知。該名目擊者指由事發至今都未能入睡，憶述起事件仍然心有餘悸。事故發生後，現場一段馬場大馬路需要封閉，停泊於食店附近的10多輛摩托車及3輛汽車亦受波及。

## 傷亡
2018年7月4日午夜，仁伯爵綜合醫院透過新聞局發出新聞稿，表示該事故共造成7人受傷，包括3名男性和4名女性，全部傷者被送往該院急診治療。其中1名34歲女性傷者、澳門居民，被爆炸波及的旁邊大廈大堂的牆壓住，內臟嚴重外傷及多處嚴重骨折，送院後經確認證實不治。另外3人重傷需留醫，2名重傷傷者大腿骨折或多處割傷，另1人屬二級燒傷，燒傷面積達25%，正於深切治療部治療；另外3人輕傷，多為表面擦傷，經治療及包紮後可隨時出院。
2018年7月4日下午，仁伯爵綜合醫院透過新聞局發出新聞稿，指截至當天下午5時，除1人死亡外，有4人須留院觀察及治療，其中，1人大腿骨折，情況嚴重，已完成手術，傷勢逐漸穩定；1人屬2度燒傷，燒傷面積達25% ，正於深切治療部繼續治療，傷勢未有加重；1人多處割傷，傷勢較為嚴重但處理後亦漸穩定；1人傷勢一般，為表面擦傷及腦震盪傷，仍須留院作傷口護理及神經監察，情況穩定。另外，2名傷者傷勢較輕，均為表面擦傷，經治療及包紮後已出院。

## 政府官員反應

### 保安事務範疇官員和人員
保安司司長黃少澤於2018年7月4日凌晨前往山頂醫院慰問及探望事故中的死傷者家屬及其他傷者了解情況，他表示理解死者家屬的感受，對於不幸事件深感遺憾，期望家屬節哀，並承諾政府會為家屬提供適切的協助及解決所需。其後也逐一探望正於深切治療部治療的人士及其他傷者，了解他們的傷情和治療情況。黃少澤隨後到發生爆炸事故的現場，聽取現場救援人員的匯報，深入了解事件相關情況。他感謝救援人員的辛勤付出，並指示，在做好調查工作外，也要盡快恢復現場正常秩序，使周邊居民的生活恢復正常。
同日下午，保安司司長黃少澤回應記者提問時表示，對爆炸事件中有死傷者感到遺憾；經消防局初步調查，意外懷疑涉更換石油氣洩氣導致爆炸發生，相關案件將在檢察院領導下開展調查工作，事件倘發現有人涉及違法會追究相關責任。

### 民政總署
就2018年7月3日晚黑沙環一食肆懷疑石油氣爆炸事故，民政總署表示場所內存放的石油氣並沒有超過相關規定，事故原因有待相關部門調查。並持續對食肆進行巡查工作，亦與消防局針對全澳食肆燃料安全進行聯合巡查，自2011年8月至2018年6月，共巡查食店二千三百多間次，期間檢控的違規個案六百九十八宗。其管理委員會副主席羅志堅表示，當局曾於同年5月9日巡查有關食店，但當時並無發現存在違規情況。

### 行政長官
2018年7月4日下午，政府發言人辦公室公佈，行政長官崔世安聯同多位官員包括保安司、社會文化司以及土地工務運輸局等官員到事故現場視察，並聽取保安部門負責人介紹事故後的情況，崔世安表示關心爆炸事件對周邊居民帶來的影響，除了查明意外原因，還要做好安全工作，保障大廈居民的安全。之後行政長官聯同多位官員轉到仁伯爵綜合醫院探望並慰問傷者，並探望3名傷者同時聽取衛生局局長李展潤和仁伯爵綜合醫院醫務主任李偉成匯報各傷者受傷情況。另外，行政長官也向事件中不幸離世的死者家屬發出慰問函，對逝者致以沉重悼念，並祈盼家屬節哀珍重。
政府發言人辦公室亦於稍後公佈，行政長官崔世安聯同各官員隨後於澳門特別行政區政府總部召開跨部門會議，聽取相關司長和各部門對事件的詳細匯報，就後續跟進善後工作和未來加強預防聽取意見並作出指示。同時已指示跨部門通過恆常應急機制全力處理事件。他指出，意外發生不幸導致傷亡，政府和社會都十分關心，召開會議是希望了解事件原因，共同商議在未來加強預防工作。他指示相關部門各司其職，盡快查明事件原因，並保持關心死傷者家屬情況，盡力提供協助及支援，為傷者提供適切治療，同時在可行情況下協助肇事現場修復，讓居民安心，盡快恢復日常生活。各部門報告後續工作，將查明事件原因和倘有的責任，加緊巡查有存放易燃氣體的商舖，加強宣傳和教育易燃氣體存放和使用的安全性，繼續照顧傷者，深入跟進家屬情況，為有需要的居民提供情緒輔導。

### 土地工務運輸局
2018年7月5日下午，時任土地工務運輸局局長李燦烽接受傳媒訪問時表示，爆炸發生後，大廈第二座大堂左右兩側牆身被爆開，但經人員檢測，天花及間隔牆等有損毀，樑、柱等石屎結構沒有危險性，大廈建築結構也未受到影響，當局將會派員跟進並墊支修復大廈受損部分，希望可儘快重開大廈大堂，讓住戶使用。待事故原因查明後，再向責任人追討問責。

## 死者家屬反應
2018年7月4日，本事故中其中一人送院後證實傷重不治，死者家屬於7月5日進行路祭，女死者父親表示，死者剛返回中國大陸娘家看望雙親，與丈夫下樓後女兒行得稍快，就此遭逢厄運。死者父親指，女兒本有一個美滿家庭，今突然枉死，形容女兒死得無辜，又指現時心情凌亂，只好見步行步。死者在事發時正身處與食店相連的百利新邨大廈大堂，爆炸被炸毀的牆壓住，消防救出後已無呼吸心跳，送院搶救後證實不治。據死者父親表示，事件發生後，在7月3日大約晚上11時警員上門按門鈴，通知其女兒發生事故，他與兒子即趕往山頂醫院，獲告知女兒已離世。他表示，女兒大學畢業後工作幾年，現時已組織家庭，夫婦關係和睦，本有一個美滿家庭，他形容女兒死得無辜。他又指，有社會工作局人員主動接觸他們，但現時心情凌亂，只好見步行步。

## 社會人士及團體反應

### 立法會議員
2018年7月4日，直選議員區錦新指，爆炸慘劇揭露食店林立的澳門有安全隱患。他表示，目前澳門當局發牌予食店時，雖有規定食店使用何種燃料及爐具，例如部分食店只准使用電爐，但不排除有人為求令食物更有「鑊氣」，偷偷使用石油氣煮食。他批評政府未有做好把關工作及管理不善，促請當局加強巡查食店，並做好宣傳及教育，「澳門食店眾多，好多店舖一年都巡不到一次，當局如果不加派人手處理，同類意外隨時會再次發生。」

### 北區社區咨詢委員會
2018年7月5日，北區社咨委召開會議，會程前發言中多個委員關注本次事故，除希望政府加強宣傳和規管餐飲業場所使用石油氣燃料的情況外，有建議當局推傾斜政策，鼓勵食肆多用用電爐具去取代燃氣爐具，避免類似嚴重事件再次發生。包括建議行政當局可運用政策傾斜的方式去鼓勵餐飲店多採用用電爐具取代燃氣爐具、期望有關部門加強巡查和嚴格執法，以及餐飲商戶更要經政府承認的技術方檢查和維修，合格獲開發檢驗書後方可營業等。
2018年8月2日，北區社咨委召開平常會議，探討燃氣爐具安全使用和食肆存放燃料監管工作進行介紹。副召集人李從正和委員羅穎森會後向傳媒介紹會議內容時稱，社諮委關注當局對燃氣儲存監察以及巡查內容。李從正引述政府代表指，2011年8月至今，消防局和民署兩個部門對飲食場所進行2,343次聯合巡查，發現698宗違規個案，其中10%涉及燃氣安全問題，且多集中在北區。至於有委員希望就石油氣罐存放及安裝防漏裝置修法，消防局表示需要得到社會共識方可推行。消防局代表在會議上表示，事後有聯合北區工商聯和石油業商會開會，建議食肆安裝防漏裝置產品和預警系統，也希望石油業商會建立資料庫，提醒客戶做好設施設備保養工作。

### 澳門工會聯合總會
澳門工會聯合總會發出聲明，指轄下的製造業總工會工友的女兒在黑沙環百利新邨第二座一食店發生的石油氣爆炸事件中不幸離世，工會及工聯福利基金會對事件十分關注，並派人於2018年7月4日中午前往探望死者家屬，並了解他們的需要。據死者父親表示，女兒為家庭的經濟支柱，與家人相處融洽，平日照顧長期病患母親無微不至，如今飛來橫禍，幸福家庭遭逢巨變，感到相當痛心和難以接受。工聯福利基金會向家屬送上慰問金10,000澳門元，冀能助其解決燃眉之急，而工會及社區中心亦會持續跟進事件及作出協助。

### 相關捐款
2018年7月下旬，胡氏集團主席胡順謙對於事故中的死者親屬失去經濟支柱，生活頓受影響，故捐贈100,000元以解其燃眉之急。當日亦有善心人士分別捐贈一萬元及五百元，以及黑沙環土地廟捐贈五千元，合共款項115500元。相關捐款由澳門街坊會聯合總會等代表交予死者家屬，並感謝善心人的慷慨解囊，並感激街坊總會由事故發生後一直的支持及幫助。

## 事後跟進

### 樓宇結構檢查
2018年7月3日至4日，土地工務運輸局已隨即派員前往現場跟進，初步認為樓宇結構沒受影響；到上午時間，局方安排驗樓委員會到現場作進一步檢查，結果顯示，有關情況未影響樓宇的整體結構安全。爆炸事故造成事發單位與相鄰單位的分隔牆受到不同程度的損毀及倒塌，波及單位右側的住宅入口大堂及左側的單位。事故中，事發單位後半部分與住宅大堂之間的磚牆已倒塌，大堂的假天花也全部倒下，導致大堂無法正常使用，為住戶帶來不便。有見及此，局方將協助清理及修復該住宅大堂，包括重建倒塌磚牆、修復天花及提供臨時照明等，務求儘快使大堂重新開放供住戶使用。相關費用先由政府墊支。

### 對店內受污染食物和雜物作處理
2018年7月7日，政府跨部門對爆炸事故現場繼續作出跟進，由於事發食店凍櫃內的食物變壞並發出惡臭，嚴重影響周邊居民健康。治安警察局在上午獲悉事件後，隨即聯繫民政總署及衛生局於同日下午作處理。由於現場仍在進行加固工程及店內雜物較多，存在一定危險性，儘管事件非治安警察局職能，但為免該處衛生情況進一步惡化，局方即時派員將四個裝有腐爛發臭的食物之凍櫃逐一搬到店外，交由清潔專營公司移離現場，而該公司人员於食店外圍街道進行清洗。及後由於現場仍發出臭味，恐防有细菌滋生，治安警通知衛生局派員到現場進行消毒，並於同日晚上完成有關工作。

### 澳門論壇探討燃氣安全問題
2018年7月8日，《澳門論壇》探討燃氣安全問題。
- 機電工程師學會副會長程江東指，澳門有不少法例監管燃氣網絡設計及施工，惟缺乏監管使用及保養，冀政府盡早立法，出席論壇並有發言的市民也支持要求政府立法，強制氣體供應商要定期為客戶檢查及保養燃氣爐具。
- 傳新澳門協會理事長林宇滔建議參考香港機電工程署的做法，不論家用或商用爐具和喉管，由設備至安裝都需要政府認證。
- 消防局燃料安全廳代廳長林俊生表示，未來或會要求食肆加裝氣體洩漏探測器，加強燃氣安全。
- 民政總署行政執照處代處長楊嘉銘稱，一直有為飲食業界宣傳環境衞生及防火安全，未來續加強推廣。

### 立法會全體會議
2018年7月12日，澳門立法會召開全體會議，間選議員馬志成在議程前發言時關注爆炸事故中延伸出的安全問題，促請政府加強安全意識宣傳，提高全民安全意識。他表示，民政總署和消防局現時均會巡查食肆，未來應要檢視巡查數量和巡查方式的科學性，通過合理的巡查頻率及有效的宣傳教育，讓市民克服惰性和僥倖心理，銘記安全的重要性；同時政府亦應加強宣傳家居石油氣的使用安全教育。

## 調查
根據司警當時初步調查顯示，事故中的34歲朱姓女死者與一名男子當時正經過食店隔壁的大廈大堂，被懷疑爆炸引致的氣浪和物件擊中，並被塌牆和瓦礫壓住，送院後證實死亡；經對女死者屍體檢查，存有符合外力作用、外物撞擊和被壓所造成的傷勢，確實死因有待法醫檢驗，案件交由調查科跟進。另外6名傷者中，2男1女重傷，需要留醫。
消防局表示，經調查後事件初步原因是屬於石油氣洩漏而發生爆炸。另外，在事發地舖內發現四罐石油氣，有關數量符合現行法律法規要求。消防局又指就有關事件繼續進行跟進，有最新情況會及時作出公佈。

## 被捕及起訴
2018年8月1日，司警召開新聞發佈會，公佈事故中一名食店女店東被捕，被控「造成火警、爆炸及其他特別危險行為」罪（加重情節），該名女店東移送檢察院法辦。案情指，經與消防和石油氣公司專業人員現場勘察和取證分析後，案件初步排除爐具或喉管故障漏氣，判斷是人為失誤所致。該名44歲女店東在出院後，被司警通知到警局作進一步調查。司警懷疑施涉嫌案發當日使用爐具失誤導致漏氣，以致食店一名員工點明火時引發爆炸，一經定罪最高判監十年。保安司司長黃少澤回應案件，指該女店東在操作過程中有石油氣漏氣的情況，在不為意情況下發生爆炸，根據澳門《刑法典》規定該女店東屬於過失致有人受傷和死亡，所以會有“加重情節”。

## 同年同類事故
繼同年7月發生的石油氣爆炸事故後，在2018年10月30日發生同類事故，澳門日報的報道內容頭段更形容為7月百利新邨食店石油氣爆炸事故的“翻版”。
事發在澳門半島內港比厘喇馬忌士街25號一間食店，四名員工在事發當天清晨6時半完成工作臨走離開店鋪之際，廚房忽然傳來巨響並發生猛烈的爆炸。消防在意外現場檢查，證實店舖廚房曾經發生爆炸，廚房的一幅間隔牆被炸塌，爐具和店內物品一片凌亂。消防在現場發現四罐石油氣，其中兩罐正接駁爐具，另外有兩罐空的，經初步了解，事發時店舖正打烊準備休息關門，忽發生猛烈爆炸，店東夫婦和兩名員工當場被炸傷或被爆炸產生衝擊氣波所傷，事件中四人受傷，事後自行走出店外待援。樓上住戶被驚醒報案並自行到街上暫避。
仁伯爵綜合醫院表示，該事故共有4人受傷，包括3男1女為該食店的員工， 4人分別送往仁伯爵綜合醫院及鏡湖醫院急救。其中2名送往仁伯爵綜合醫院的傷者，男性，年齡分別為29歲及32歲。1人因氣體爆炸後被碎片割傷頭面部，頭皮及面部多處深部割裂傷，完成清創縫合後現留院觀察治療，1人因氣體爆炸後頭面部及四肢二度燒傷，燒傷面積達40%，雙肺輕至中度挫傷，正於深切治療部治療。另送往鏡湖醫院的2名傷者，1男1女，年齡分別為37歲及29歲，1人雙下肢二度燒傷，盤骨骨折，腦挫傷，肺挫傷，情況一般，留院治療，1人雙下肢輕微燒傷，經治療後已離院。
消防人員經翻查資料後，顯示該店鋪於申請營運的文件上「聲明場所及廚房內所有設備及爐具全部均使用電力」，故現場所發現的4罐石油氣是否符合發出准照部門（民政總署）之要求，則有待發出准照部門跟進。民署代表事後表示，相關食肆沒有按原核准方案經營，在未經申請下更改使用燃料爐具，會依法跟進並追究相關法律責任，隨後亦交給司警跟進並進行調查。
消防局局長梁毓森巡視內港食店爆炸現場後表示，自7月份百利新邨食店石油氣爆炸事故後，政府跨部門加強巡查食肆防火安全工作，並向食肆建議加裝石油氣探測器，防止發生洩漏釀成事故。他又稱，由於現時法例未有規定食肆裝設相關探測器，但消防局認為有需要相關措施，故向工務局積極反映意見，提出相關法例的修改，有待工務局跟進。
司警在現場進行堪查和現場環境判斷，初步估計食店洩漏石油氣，當石油氣洩漏至一定濃度時，廚房內一部運行中的雪櫃摩打產生的火花，接觸到石油氣引致爆炸發生。至於究竟是甚麼原因引致石油氣洩漏，仍有待調查。司警引述該名已出院的女子指，在事發當日凌晨約3時，兩夫婦回到食店，與兩名外僱店員在食店內。直至清晨約6時45分，準備關門離開時，店內突然發生爆炸，四人同告受傷倒地，各人負傷離開食店，在店外等待救援，隨後由救護車分送兩間醫院搶救。而消防局提供的資料顯示，發生爆炸食店申請營運的文件上，「聲明場所及廚房內所有設備及爐具全部均使用電力」，事後民署指依法作出追究。
民政總署管理委員會主席羅志堅表示，就2018年10月30日內港一食店爆炸事故，相關食肆准照只允許使用電爐煮食，但有人擅自更改爐具轉為使用燃氣，根據法例，該食店最嚴重處罰會吊銷牌照。他又稱，自2011年國際中心有食肆發生氣爆後，政府各部門均花了大量人力，對食肆的消防安全進行定期檢查，每間食肆每年至少巡查一次。羅志堅坦言，就算政府做再多工作，亦比不上業界提升自身對設備維護及氣體監測等意識重要。

## 其他同類事故
- 1998年澳門東湖海鮮酒家爆炸事件
- 2011年澳門國際中心食店氣體爆炸事故